# Poitiers–Biard repülőtér
A Poitiers–Biard repülőtér (IATA: PIS, ICAO: LFBI) Franciaország egyik nemzetközi repülőtere, amely Biard közelében található. Éves utasforgalma 89 058 fő (2022).

## Futópályák
A repülőtér futópályái:
- 03/21

## Forgalom
Az utasforgalom az elmúlt években az alábbi módon változott:
| Utasok száma | 43 773 | 43 962 | 85 714 | 120 973 | 104 314 | 90 713 | 91 407 | 108 731 | 114 134 | 89 058 |
|              | 1997   | 2000   | 2003   | 2005    | 2008    | 2011   | 2014   | 2016    | 2019    | 2022   |

## Légitársaságok és uticélok
| Légitársaság | Célállomások                                                           |
| ------------ | ---------------------------------------------------------------------- |
| Chalair      | La Rochelle, Lyon Szezonális: Ajaccio (2020 április 18-tól)            |
| HOP!         | Lyon Szezonális: Ajaccio                                               |
| Ryanair      | London–Stansted repülőtér, Marseille Szezonális: Edinburgh, Manchester |